# Vissenbjerg
Vissenbjerg ist eine Kleinstadt mit 3297 Einwohnern (1. Januar 2023) auf der dänischen Insel Fyn (dt. Fünen). Sie war Verwaltungssitz der ehemaligen Vissenbjerg Kommune.

## Geografie
Vissenbjerg liegt im Norden der Assens Kommune im Kirchspiel Vissenbjerg Sogn. Im mittleren Nordwesten Fyns gelegen, befindet sich der Ort (Luftlinie) ungefähr 5 km östlich von Aarup und 19 km nordöstlich von Assens. Die Innenstadt der Großstadt Odense ist in östlicher Richtung 16 km entfernt. Der heutige Ortsteil Bred war einst ein eigenständiger Ort, welcher mit Vissenbjerg zusammenwuchs und ein Stadtteil der Kleinstadt wurde.
Der Ort liegt in durch Schmelzwasser geformten hügeligem Terrain und ist einer der höchstgelegenen Orte Dänemarks. Das Bebauungsgebiet erstreckt sich auf einer Höhe von 50 m.o.h. im äußersten Südwesten im Ortsteil Bred bis 125 m.o.h. im nordwestlichen Teil. Der Großteil der Gebäude befindet sich auf 90 bis 120 m.o.h.

## Geschichte
Das Dorf wurde erstmals erwähnt unter dem Namen Wisnæbyærgh im Jahre 1383.
Im 19. Jahrhundert eröffnete ein Gasthaus nahe der Kirche. Ein Missionshaus wurde 1897 errichtet. Die Siedlung entwickelte zu einem Rastplatz für Reisende mit mehreren Läden.
1921 lag die Einwohnerzahl bei 343, im Jahre 1950 gab es 666 Einwohner in Vissenbjerg. 1954 wurde eine Schule gebaut. Bis 1965 war Bred, welches 1950 eine Einwohnerzahl von 452 hatte, ein Teil von Vissenbjerg geworden und die Einwohnerzahl der Kleinstadt wurde mit 1925 angegeben. In der zweiten Hälfte des 20. Jahrhunderts wurden viele Einfamilienhäuser gebaut.
1970 wurde mit einer Reform die Vissenbjerg Kommune gebildet, deren Verwaltungssitz Vissenbjerg war. Durch eine weitere Kommunalreform 2006/2007 wurde diese mit weiteren Kommunen eingegliedert in die Assens Kommune und Vissenbjerg verlor die Rolle einer Kommunalverwaltungsstadt.

## Verkehr
Die Sekundærrute 161, die von Kolding nach Odense führt und die durch das mittlere Fyn führende Nord-Süd-Verbindung Sekundærrute 335 kreuzen sich in Vissenbjerg. Die Autobahn Fynske Motorvej, welche von der Storebæltsbroen zur Lillebæltsbroen durch Odense und quer über Fyn führt, ist Teil der Europastraße 20 und verläuft etwa 2 km nördlich des Ortskerns. Direkte Busverbindungen gibt es nach Odense, Assens und Haarby. Der nächste größere internationale Flughafen ist der Flughafen Billund.

## Bahnhof Bred
1865 wurde ein Haltepunkt Breed Holdeplads an der Dronning Louises Bane in Betrieb genommen. Zu Beginn gab es keine Abstell- oder Ladegleise. Es gab eine Kombination aus Fahrkartenschalter und Wärterhaus, das vom Architekten Thomas Arboe geplant wurde. Der Bahnwärter musste bei Ankunft eines Zuges die Straße (Bredgade) mit einem großen Tor versperren. Im Sommer 1868 wurden Anschlussgleise hinzugefügt, wobei Breed 1885 einer der ersten Bahnhöfe war, der mit einem Weichenverriegelungs- und Signalsteuerungssystem ausgestattet wurde. Im Jahr 1872 wurde der Breed Holdeplads zur Bred Station (Bahnhof) erhoben. Der Bau der Strecke führte nicht zur Entstehung städtischer Siedlungen oder zur Bevölkerungszunahme in der Gegend.
Mit der Errichtung der Doppelspur der Bahnstrecke København–Fredericia im Jahr 1908 wurde ein neuer, größerer und modernerer Bahnhof gebaut und Schrankenanlagen eingerichtet, die von einem Schrankenwärter bedient wurden. Das ehemalige Bahnhofsgebäude war viele Jahre lang das Wachhaus Nr. 28a und diente als Dienstunterkunft für DSB-Personal, bis es 1972 abgerissen, der Bahnübergang geschlossen und ein Fußgängertunnel angelegt wurde.
1978 wurde der zweite Bahnhof von Bred aus dem Jahr 1908 zu einem Haltepunkt herabgestuft und das ursprüngliche Bahnhofsgebäude abgerissen.

## Kirche
Die Vissenbjerg Kirke liegt im Süden des Ortskerns von Vissenbjerg. Ursprünglich war es eine im romanischen Stil erbaute Kirche aus Granit. Im Spätmittelalter wurde sie jedoch vollständig umgebaut. Der älteste noch erhaltene Bestandteil, ein Turm im Westen des Gebäudes, stammt aus den 1470er Jahren. Aus den 1490er Jahren stammen das umgebaute Kirchenschiff und ein damals neu gebauter Vorraum. In den 1510er Jahren wurde der Chor, über dem sich der Glockenturm befindet, umgebaut. Das für die Umbauten verwendete Material war Backstein. Die Orgel der Kirche ist von 1975 und wurde gebaut von P. Bruhn & Søn.

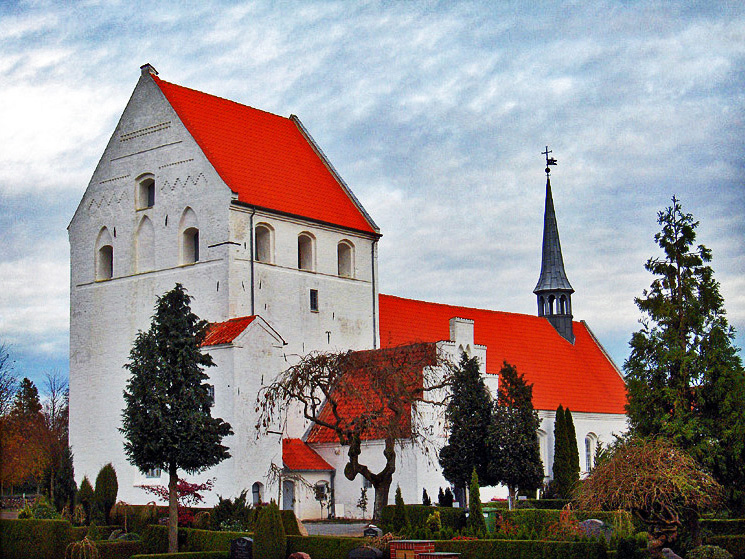
Vissenbjerg Kirke